# Дивергент (роман)
Дивергент (англ. divergent — «расходящийся», «отклоняющийся») — первая книга трилогии и дебют американской писательницы Вероники Рот. Роман, как и вся трилогия, написан в жанре постапокалиптической антиутопии. В США вышла 25 апреля 2011 года. В России книга также имеет название «Избранная». Вторая книга вышла 21 февраля 2012 года и называется «Инсургент», третья — «Эллигент» вышла 26 сентября 2013 года.
Роман был включён в список бестселлеров по версии Publishers Weekly в 2013 и 2014 годах.
21 марта 2014 года вышла экранизация книги с Шейлин Вудли в главной роли, антагониста сыграла Кейт Уинслет. В России выход картины был назначен на 10 апреля 2014 года.
В 2014 году Вероника Рот написала книгу «Четвёртый. История дивергента», в которую вошли четыре рассказа: «Перешедший», «Неофит», «Сын», «Предатель», а также уникальные сцены из «Дивергента», рассказанные от лица Тобиаса. В 2018 году вышел короткий рассказ «We Can Be Mended», служащий эпилогом событий трилогии.

## Вселенная
Вселенная романа — мир, развернувшийся на руинах бывшего Чикаго, в котором люди, пытаясь побороть пороки, приведшие их на грань гибели, образовали пять фракций — своеобразных закрытых каст: Отречение, Эрудиция, Бесстрашие, Дружелюбие и Искренность. Каждая фракция выполняет свою функцию в обществе, и всем её членам присущ общий набор черт характера. Есть также Изгои (афракционеры) — те, кто не подошел ни к одной фракции или по тем или иным причинам выбыл из одной из них.

### Фракции
- Искренность (Candor, по официальному переводу на русский язык — Правдолюбие) — была сформирована теми, кто обвинял двуличие и обман в неисправностях человеческой природы. Поэтому их символ представляет собой весы в кругу. Цвета фракции: чёрный и белый. Церемониальный символ: стекло. Соперничают с Дружелюбием, так как считают, что они двуличны и всегда лгут чтобы не конфликтовать. Лидер: Джек Кан.
- Эрудиция (Erudite, по официальному переводу на русский язык — Эрудиция) — единственная фракция, посвящённая знаниям, интеллекту, любознательности и проницательности. Она была создана для тех, кто обвинял невежество в войне, которая произошла в прошлом, заставляя их разделиться на фракции в первую очередь. Символ фракции на эмблеме: глаз, обозначающий ум и любознательность. Большинство членов носят очки, несмотря на то, что зрение их безупречно. Каждый член должен носить по крайней мере один предмет из синей одежды. Церемониальный символ: вода. Соперничают с Отречением, считая их методы правления неэффективными. Лидер: Джанин Мэттьюс.
- Дружелюбие (Amity, по официальному переводу на русский язык — Товарищество) — эта фракция посвящена миролюбию, доброте, щедрости и нейтралитету. Символ фракции на эмблеме: дерево. Дружелюбие было сформировано теми, кто обвинял войны и борьбу как недостатки человеческой природы. Члены этой фракции носят красную и жёлтую одежду. Церемониальный символ: почва. Официального лидера нет, представитель Джоанна Рейес.
- Бесстрашие (Dauntless, по официальному переводу на русский язык — Лихость) — эта фракция посвящена храбрости и устранению страха. Она была создана для тех, кто обвинял трусость во всех недостатках человеческой природы. Символ на эмблеме: горящее пламя. Трис присоединяется к этой фракции во время Церемонии Выбора. Они отличаются от других фракций тем, что они носят преимущественно чёрную одежду, татуировки и пирсинг. Церемониальный символ: горящие угли. 5 лидеров (их обязательно должно быть нечётное количество), среди которых Макс и Эрик.
- Отречение (Abnegation, по официальному переводу на русский язык — Альтруизм) — фракция, посвящённая самоотверженности. Одежда вся серая и простая. Единственное допустимое украшение — часы. Символ на эмблеме: две руки скрепленные рукопожатием — знак самоотверженности. Женщины Отречения обычно собирают волосы в пучок или хвост, а мужчины коротко стригутся. Избегают зеркал, дабы не поддаваться тщеславию. Соперничают с фракцией Эрудитов. Церемониальный символ: камни серого цвета. Официально фракция не имеет руководителя. Но негласным лидером фракции, а также города является Маркус Итон.

## Сюжет
Главная героиня книги Беатрис Прайор выросла во фракции Отреченных, но всегда восхищалась Бесстрашными и втайне мечтала вырваться из своей фракции, но чувствовала себя обязанной родителям. Перед церемонией выбора её тест на склонности показывает неопределённый результат: она может стать Эрудитом, Отреченной, либо Бесстрашной, потому что она — Дивергент, человек со множественными склонностями. Однако правительство боится Дивергентов, потому что ими сложно управлять, поэтому Беатрис вынуждена скрыть свой результат. На церемонии выбора её брат Калеб выбирает Эрудицию, и Беатрис колеблется, не желая оставлять родителей, однако все же выбирает Бесстрашие. Теперь она — Трис, посвящённая, но пока ещё не член фракции, так как сначала нужно пройти инициацию.
Среди неофитов Трис находит себе новых друзей: Кристину и Ала из фракции Искренности и Уилла из фракции Эрудитов. Также она находит и соперников: Питера из фракции Искренних, Молли и Дрю. Трис никогда не приходилось драться или стрелять, так что её обучение продвигается медленнее, чем у всех остальных, за что над ней издеваются, либо жалеют. Однако она старается стать сильнее и искуснее в борьбе. Её триумфом становится победа над одной из самых сильных соперниц — Молли. Победа становится частично и местью Трис за её публичное оскорбление. Её друг Ал, несмотря на свою огромную физическую силу, отказывался причинять вред людям, даже своим соперникам, без веской причины и специально проигрывал почти во всех боях. В конце первого этапа имя Трис значится в списке шестой, и это значит, что она остаётся в Бесстрашии и не станет бесфракционником. Ал проявляет нежные чувства к Трис, но это вызывает лишь её недоумение и неловкость между ними. На фоне испытаний инициации развиваются отношения Трис и инструктора неофитов по прозвищу Фор. Поначалу ей кажется, что он безосновательно придирается к ней, однако со временем она понимает, что он просто подбадривал её таким образом и заставлял бороться.
Второй этап инициации строится на эмоциональном испытании, и каждый день инициируемые проходят процессы моделирования, которые погружают их в реалистичный мир, где они должны бороться со своими страхами, один за другим, пока человек либо преодолеет этот страх, либо сдастся. Для инициируемых процесс моделирования проходит очень болезненно, но то, что Трис — Дивергент, позволяет ей осознавать нереальность происходящего, чего не могут другие, и в результате она оказывается первой в списке. Ночью Питер, Дрю и Ал избивают Трис и хотят убить её, сбросив с обрыва на скалы. Но случайно оказавшийся поблизости Фор спасает её. Вскоре после случившегося Ал умоляет Трис простить его, но она отказывается, пригрозив его убить, если тот ещё раз заговорит с ней. В отчаянии от её отказа и из-за страха стать бесфракционником Ал прыгает с обрыва. Трис, Кристина и Уилл шокированы его поступком. Все в Бесстрашии, во главе с Эриком, превозносят самоубийство Ала, считая это проявлением храбрости, но Трис видит в этом поступке только проявление человеческой трусости.
На протяжении следующих дней стремительно развиваются отношения Трис и Фора. Он узнаёт, что Трис дивергент и старается всячески защитить её от опасностей жизни во фракции Бесстрашия. Трис узнаёт, что третий этап инициации — это более продвинутая версия моделирования — «пейзаж страха», — где инициируемым придётся преодолеть все свои страхи. При этом испытании будут присутствовать важнейшие генералы, и если Трис разоблачит себя, то её убьют. Фор решается помочь Трис: он хочет, чтобы она показала себя как Бесстрашная, а не дивергент. Для этого Фор вместе с Трис отправляются в его пейзаж страха, где Трис узнаёт его настоящее имя — Тобиас, а также узнаёт, что в детстве он подвергся насилию со стороны отца. Трис также узнаёт почему Тобиаса называют Фор: у него всего четыре страха (Four от английского — четыре). Это минимальное количество страхов, которое когда-либо было у члена фракции Бесстрашных. После тренировок Тобиас показывает Трис татуировку на спине. На ней отражены изображения всех фракций. Так Трис узнаёт, что Тобиас тоже дивергент.
Трис приходит в Эрудицию, чтобы увидеться со своим братом Калебом, однако замечает, что идеалы Эрудитов уже поселились в нём, и он уже не тот человек, которого она знала. Там же, в Эрудиции, её вызывает к себе их глава, Джанин Мэтьюз, автор обличительных, революционных статей против Отречения (и, в частности, против родителей самой Трис). Трис понимает, что Джанин представляет непосредственную угрозу её жизни и благополучию города, так как жаждет обладать властью над фракциями любой ценой.
По результатам третьего этапа Трис занимает первую строчку в списке. После окончания инициации Эрик вводит всем Бесстрашным новейшую версию сыворотки, которая погружает не-Дивергентов в своеобразный транс, во время которого они становятся безвольным орудием для убийств. На Трис и Тобиаса, как Дивергентов, сыворотка не действует. Они, сливаясь с безвольной армией Бесстрашных, попадают в Отречение, однако Эрик разоблачает их, после чего их приводят в штаб к лидеру Эрудитов — Джанин. Она вводит Тобиасу новый вид сыворотки, который действует даже на Дивергентов. Тобиас теряет волю. Эрудиты пытаются убить Трис, но её спасает Натали, её мать, которая оказывается бывшим членом фракции Бесстрашных, и они вдвоем убегают из штаба. По пути Натали погибает, пытаясь спасти Трис, и говорит ей найти отца.
По пути в убежище Трис сталкивается с Уиллом, и вынуждена застрелить его, так как он находится под воздействием сыворотки Джанин. Найдя отца, она обнаруживает с ним своего брата Калеба и Маркуса (отца Тобиаса и главу фракции Отреченных). Вместе они решают отправиться в логово Бесстрашных, чтобы помешать геноциду фракции Отреченных. В лагере Бесстрашных они находят Питера, которому не вводили сыворотку. Он показывает им путь к центру и умоляет взять его собой. Они добираются до центра управления Бесстрашными, но Бесстрашные под воздействием сыворотки убивают отца Трис. Она находит Тобиаса, находящегося под действием сыворотки. Они борются, и в конце Трис удаётся возвратить Тобиаса в сознание. Тобиас отключает остальных Бесстрашных. В центр управления направляются солдаты, поэтому Трис, Тобиас, Питер, Калеб и Маркус забираются на поезд и отправляются в Дружелюбие, где они смогут укрыться на некоторое время и решить, что делать дальше.

## Персонажи
- Трис (Беатрис) Прайор — главная героиня романа. Дивергент. Бесстрашная. Бывшая Отреченная. Влюблена в Тобиаса.
- Тобиас (Фор) Итон (иногда имя Фор переводится как Четыре) — главный герой романа. Поврежденный. Бывший Отреченный. Влюблен в Беатрис.
- Джанин Мэтьюс — главный антагонист. Лидер Эрудиции. Умна и целеустремленна, недолюбливает «Отречение» и строит планы по их смещению.
- Кристина — подруга Трис. Бесстрашная. Бывшая Искренняя. Влюблена в Уилла.
- Ал — друг Трис. Бесстрашный. Бывший Искренний. Кончает жизнь самоубийством из-за Трис.
- Уилл — друг Трис. Бесстрашный. Бывший эрудит. Погибает от выстрела Трис в конце романа. Влюблен в Кристину.
- Питер Хейс — враг Трис. Бесстрашный. Бывший Искренний.
- Молли Этвуд — враг Трис. Бесстрашная. Бывшая Искренняя. После третьей ступени инициации оказывается изгоем.
- Дрю — враг Трис. Бесстрашный. Бывший Искренний. После третьего этапа инициации становится изгоем.
- Калеб Прайор— брат Трис. Эрудит. Бывший Отреченный.
- Натали Прайор — мать Трис. Так же, как и дочь, является Дивергентом. Отреченная. Погибает в конце романа, пытаясь защитить дочь.
- Эндрю Прайор — отец Трис. Отреченный, бывший эрудит. Погибает в конце романа, пытаясь защитить дочь в штаб-квартире Бесстрашия.
- Маркус Итон — отец Тобиаса. Отреченный. Лидер фракции.
- Эрик — Бесстрашный, бывший эрудит. Соперник Тобиаса. Один из пяти лидеров фракции.
- Тори Ву — Бесстрашная, бывший эрудит. Проводила проверку склонностей у Трис, и скрывает от остальных факт её дивергенции. Опасается за Трис, поскольку у неё был брат по имени Джордж, который тоже был дивергентом, из-за чего его устранили лидеры фракций.
- Шона — урожденная Бесстрашная. Лучшая подруга Зика, друг Фора. После внушений со стороны матери опасается дивергентов, из-за чего не общается с Трис, с Юрайей, когда узнаёт, что они дивергенты.
- Зик — урожденный Бесстрашный. Лучший друг Шоны, Фора. Проходил процесс посвящения вместе с Фором. Брат Юрайи.
- Юрайя — урожденный Бесстрашный. Дивергент. Проходил посвящение вместе с Трис, Линн, Кристиной и Марлен.